# Hans Eckhardt

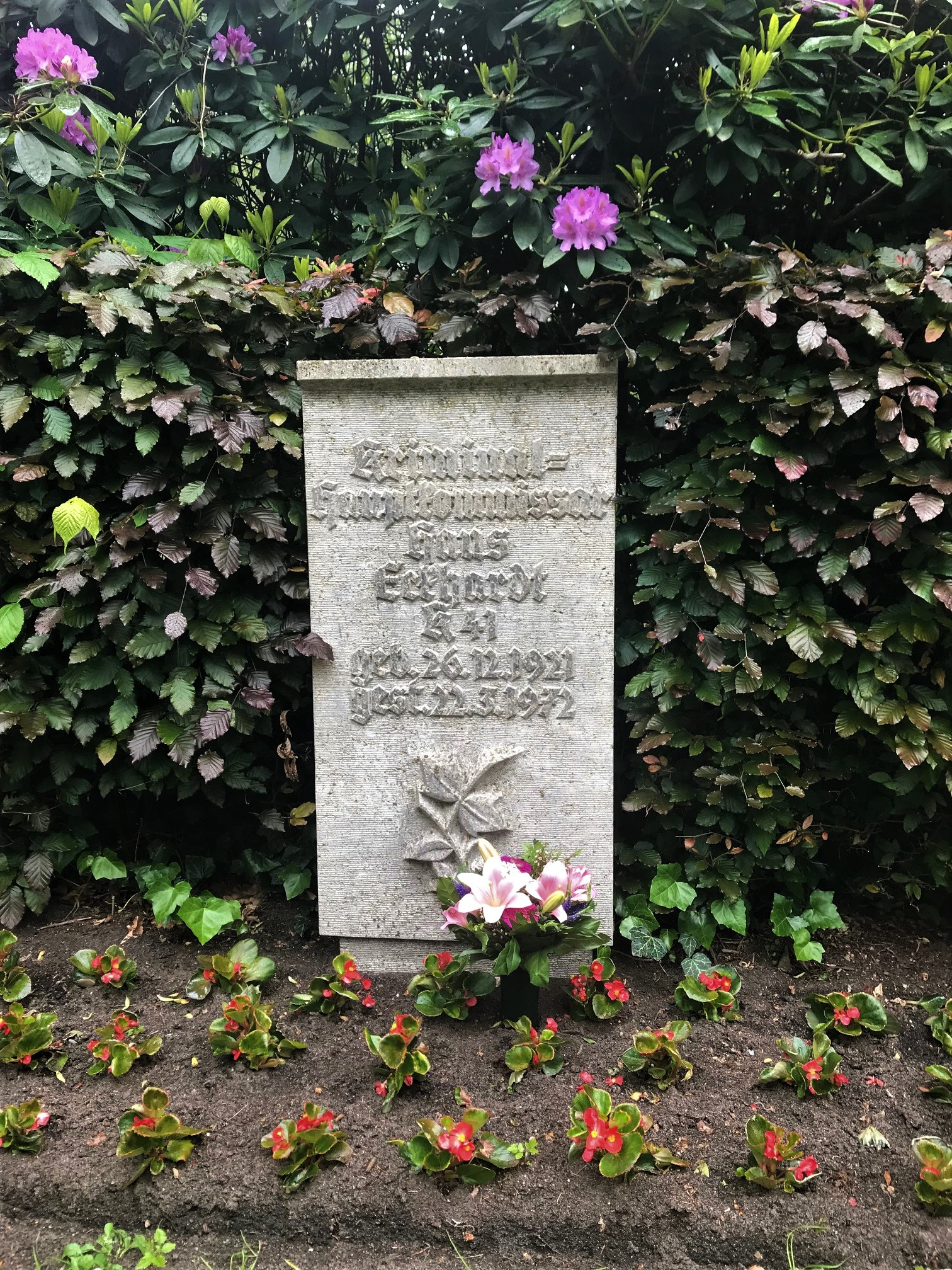
Tomba de l'inspector Hans Eckhardt, Hamburg-Ohlsdorf

Hans Paul August Wilhelm Eckhardt (Hamburg, 26 de desembre de 1921 - Hamburg, 22 de març de 1972) va ser un agent de policia alemany, que va ser assassinat mentre estava de servei pel militant de la Fracció de l'Exèrcit Roig (RAF) Manfred Grashof.

## Trajectòria
Nascut al districte d'Altona d'Hamburg, el seu pare va ser l'agent de policia Johann Eckhardt i la mare la Käthe. Va completar el seu títol de batxillerat a l'escola mitjana de nois número 2 d'Altona i després va començar un curs administratiu a Hamburg. El 1940 se'l va cridar a files de l'exèrcit i el 1943 va ser capturat com a caporal de ràdio a l'Àfrica. Com ell no havia estat mai actiu en la política del nazisme, l'1 de maig de 1946 es va poder unir a la policia d'Hamburg i el setembre de 1946 es va incorporar a la policia criminal. Darrerament, va dirigir el departament de seguretat de l'estat a Hamburg amb el rang d'inspector en cap.

## Tiroteig
La nit del 2 de març de 1972, la policia va detenir dos militants de la RAF, Wolfgang Grundmann i Manfred Grashof, després de rebre un avís que assenyalava l'existència d'un apartament conspirador a Heimhuder Strasse, 82, d'Hamburg. Primerament, els agents de policia no hi van trobar ningú i van decidir esperar darrere de la porta tancada de l'apartament. Quan Grundmann i Grashof hi van voler entrar, cap a les 22:45 hores, es van enfrontar als agents de policia amb les pistoles a la mà.
Mentre Grundmann es va rendir immediatament, Grashof va disparar contra l'inspector en cap de la comissió especial de la policia (SoKo), denominada «Baader/Meinhof», Hans Eckhardt, i el va ferir amb dues bales expansives («bales dum-dum») a l'espatlla i l'estómac. Aquestes bales duien la punta llimada per tal de causar el dany més gran possible. Després de vint dies, el 22 de març de 1972, Eckhardt va morir a l'Hospital Universitari d'Hamburg a conseqüència de les ferides de bala. Eckhardt va ser enterrat a la tomba honorífica "Revier Blutbuche" del cementiri d'Ohlsdorf d'Hamburg.

## Presó i indult de l'assassí
Grashof va ser condemnat el 2 de juny de 1977 a presó perpètua per assassinat. Extraoficialment, es diu que va mostrar remordiment, però mai als familiars de la víctima de l'assassinat. Això va ser confirmat per la vídua en una entrevista a la revista Der Spiegel el maig de 2007 i pel mateix Grashof a la pel·lícula de 2015 Beyond Punishment.
A la tardor de 1988, quan el primer ministre de Renània-Palatinat, Bernhard Vogel, va indultar Grashof no va informar la vídua d'Eckhardt, encara que Vogel va afirmar que sí.